# Магърдич Халваджиян
Магърдич Бедрос Халваджиян (на арменски: Մկրտիչ Պետրոսի Հալվաջյան), известен и като Маги Халваджиян, е български режисьор и продуцент от арменски произход.

## Биография
Роден е на 18 февруари 1967 г. в Плевен. Живял е във Варна, в различни италиански градове и в Москва, където учи в училище за цирково майсторство през периода 1981 – 1986 г. Завършва режисура в Нов български университет. В младежките си години е свирил в група.
Има над 450 заснети клипа и реклами и е един от най-успешните в продуцентския бизнес. Занимава се активно с режисура от 1992 г., а с продуциране – от средата на 90-те години.
Започва собствен бизнес в началото на 90-те години с внос на кафе и кафемашини от Италия.
През 1996 г. създава „Макс Груп – 1“, която продуцира телевизионните предавания „Точка на пресичане“ и „Фатално привличане“. През този период той е заснел повечето си музикални клипове.
През 2002 г. основава продуцентски компании „Global Films" и „Global Frame", обединени под името „Global Group".
През годините Магърдич Халваджиян и екипа му създават едни от най-разпознаваемите телевизионни предавания и до днес. Правят скритата камера „Сладко отмъщение", която се излъчва в ефира на националната телевизия bTV от 2000 – 2004 и 2006 – 2008 (5 сезона, 204 епизода); 6 сезон (4 епизода) излъчван по NOVA през 2020, но прекратен поради извънредната ситуация с COVID-19.
През 2002 стратира предаването „Море от любов", което се излъчва цели десет години. Следва „Руска рулетка", което има около 209 излъчени епизода.
През 2003 г. стартира „Господари на ефира”. До април 2012 г. то е българската версия на италианското предаване „Striscia la Notizia“. През същата година по БНТ стартира и играта „Алозаложи".
В периода 2005-2009 Магърдич Халваджиян е продуцент на още хитови предавания като „Стар Академи", „Имаш поща“, „Пълна промяна", „Игра за милиони", „Всичко по 10", „Ясновидци", „Великолепната шесторка", „Страх". През 2009 година стартира и едно от най-известните комедийни предавания на фирмата – „Пълна лудница".
От 2009 г. до средата на 2012 г. Магърдич Халваджиян е председател на Асоциацията на филмовите и телевизионни продуценти (А.Ф.Т.П).
През 2012 г. Магърдич Халваджиян и неговите сътрудници създават фирмата „Open Frames”, която е фокусирана върху филмовата продукция. Халваджиян е режисьор на игралния филм „Печалбата“, както и на няколко късометражни филма, между които „Скомина“. Също така е продуцент и режисьор на сериалите „Морска сол" (2004) и „Седем часа разлика" (2011).
През 2010 и 2012 г. е жури на риалити предаването „България търси талант“ по телевизия bTV. През пролетта на 2012 г. се разраства скандал - Магърдич Халваджиян обвинява BTV в налагане на цензура на „Господари на ефира". Медията го призовава да се оттегли от проектите си „България търси талант“ и сериала „Седем часа разлика“. По-късно сам прекратява договора си с медията. През април 2012 г. е отстранен от журито на предаването, което продуцира – „България търси талант“.
През пролетта на 2013 г. в ефира на Нова телевизия стартира „Като две капки вода“, в което отново е жури, заедно с Хилда Казасян и Любен Дилов - син. Избират за водещи Димитър Рачков и Васил Василев-Зуека. Същата година стартира и вторият сезон на "X Factor" в България. През 2014 г. е продуцент на предаването „Големите надежди“ по Нова телевизия.
През 2015 г. "Open Frames" снима първия си филм, наречен "Nightworld". Главната роля в него се играе от американския актьор Джейсън Лондон, а негов партньор е световноизвестният Робърт Инглунд (Фреди Крюгер). През 2015 г. Магърдич Халваджиян е жури и продуцент на предаването „X Factor“ по „Нова телевизия“. През май същата година е удостоен с почетното звание „академик“ от неправителствената организация „Българска академия на науките и изкуствата“.
През есента на 2016 г. е заснет филмът „Welcome to Acapulco“. Снимките са на територията на Мексико (Акапулко) и САЩ (Ню Йорк). Главни роли във филма заемат световноизвестните актьори: Michael Madsen, William Baldwin, Paul Sorvino.
През 2016 г. получава орден „Златен век“ и грамота от Министерство на културата за изключителен принос в областта на българската култура. Печели и в категорита „Най-добър телевизионен продуцент" на наградите на Дарик радио „Мъж на годината".
През лятото на 2017 г. заснема късометражната комедия „The Elephone Man“, която е написана и режисирана от него. Филмът е завършен в края на октомври и избран да участва в няколко международни филмови фестивала в САЩ и Европа през пролетта на 2018 г.
През 2018 г. е режисьор и продуцент на ситкома „Полицаите от края на града“ по „Нова телевизия“. През 2019 г. е продуцент на музикалното предаване „Маскираният певец“ и сериала „Пътят на честта“ по „Нова телевизия“.
През 2020 г. и 2021 г. отново е продуцент на новите сезони на „Като две капки вода“ и „Маскираният певец“, а също така и на „Забраненото шоу на Рачков“. От 2022 г. продуцира „Звездите в нас“ и „С Рачков всичко е възможно“.
През 2026 г. е продуцент на криминален сериал Под прикритие по БНТ 1

## Личен живот
Женен е за стилистката Кремена Халваджиян, с която има син – оператора Бедрос „Бебо“ Халваджиян, роден 1991 г. Има внук и внучка. 

## Филмография

### Филми
- „The Elephone Man“ - 2017 (Премиера: 2018), късометражен филм[9] – изпълнителен продуцент и режисьор, сценарист – комедия, заснет в България
- „Welcome to Acapulco“ - 2016 (Премиера: 2019), пълнометражен филм[10] – изпълнителен продуцент – екшън/комедия/трилър, заснет в Акапулко, Мексико
- „Havana Darkness“ - 2016 (Премиера: 2019), пълнометражен филм[11] – изпълнителен продуцент – трилър, заснет в Куба и САЩ
- „Nightworld“ - 2015 (Премиера: 2017), пълнометражен филм[12] – продуцент – ужаси/трилър, заснет в България
- Проект – „България“ (2005) – продуцент, поредица от документални филми и рекламни клипове (на български, английски, немски, френски и руски език), промотиращи България като атрактивна туристическа дестинация, създадени по поръчка на Държавна агенция по туризъм.
- „Печалбата“ (2000) – режисьор и сценарист, филмът получава покана за участие на престижния международен филмов фестивал в Сараево през 2002 година – „Saraevo Film Fest“.
- „Сбогом, Лили“ (2002) – продуцент, Първа награда на Международен студентски филм фестивал „Нова вълна“ в НБУ и номинация на Jameson на Sofia Film Fest 2003.
- „Скомина“ (1999) – режисьор и сценарист, отличен с наградата на Kodak на „Златната роза“ 2000 г.
- „Дуел“ (1996) – режисьор и продуцент
- „Рейнджърът-убиец“ (1995) – режисьор, продуцент и сценарист, Втора награда на Международен студентски фестивал на НБУ
- „Лудост“ (1994) – режисьор, продуцент и сценарист, Първа награда на Международен студентски фестивал на НБУ

### Сериали
- „Пътят на честта“ (2019) – продуцент
- „Полицаите от края на града“ (2018) – продуцент и режисьор на няколко епизода
- „Седем часа разлика“ (2011 – 2013) – продуцент на сериала и режисьор на пилотния епизод
- „Морска сол“ (2004 – 2005) – продуцент на сериала и режисьор на първите няколко епизода

като актьор
- Камера! Завеса! (2002 – 2003) – сеньор Санчес в 1-ва серия

### Телевизионни предавания
- Звездите в нас – българска версия на шоуто Starstruck
  - Излъчвано по националната телевизия NOVA през есента на 2022 г.
  - Продуцент
- Забраненото шоу на Рачков – комедийно шоу, създадено и продуцирано от „Глобал фрейм“
  - Излъчвано по националната телевизия NOVA през пролетта и есента на 2021 г. (2 сезона по 13 епизода всеки)
  - Продуцент
- Маскираният певец – българската версия на King of Mask Singer
  - Започнало да се излъчва по националната телевизия NOVA през есента на 2019 г. (3 сезона, по 13 епизода всеки – 2019, 2020, 2021)
  - Продуцент
- Пееш или лъжеш – българската версия на I Can See Your Voice – по лиценз на CJ E&M и Signal Entertainment Group
  - Излъчвано по националната телевизия NOVA през есента на 2016 и 2024 (2 сезона, 8 епизода)
  - Продуцент
- И аз го мога – оригинален формат на Armoza Formats.
  - Излъчвано по националната телевизия NOVA през 2015 г. (12 епизода)
  - Продуцент
- Големите надежди – музикално шоу, създадено и продуцирано от „Глобал филмс“
  - Излъчвано през март 2014 г. по националната телевизия NOVA (12 епизода)
  - Продуцент
- Като две капки вода, българската версия на „Your Face Sounds Familiar“ – по лиценз на Endemol International B.V.
  - Излъчвано по националната телевизия NOVA (13 сезона, по 12 или 13 епизода всеки – 2013, 2014, 2015, 2016, 2017, 2018, 2019, 2020, 2021, 2022, 2023, 2024, 2025)
  - Продуцент и член на журито в сезон 1, 2, 3; Продуцент в сезон 4, 5, 6, 7, 8, 9, 10, 11, 12 и 13
- The X Factor Bulgaria – оригинален формат на „Fremantle Media“
  - Излъчвано по националната телевизия NOVA (2013 – сезон 2; 2014 – сезон 3; 2015 – сезон 4; 2017 – сезон 5)
  - Продуцент и член на журито в сезон 4
- България търси талант – „Got Talent“ – оригинален формат на „Fremantle Media“
  - Излъчвано по националната bTV през 2010 и 2012 година (2 сезона, 57 епизода)
  - Продуцент на формата и член на журито
- Пълна лудница – комедийно шоу на „Глобал Фрейм“
  - Излъчвано по националната националната телевизия NOVA през 2009 до септември 2009 г. От септември 2009 до април 2012 г. по националната телевизия bTV. През 2012 година се завръща в ефира на NOVA (3 сезона, около 120 епизода)
  - Продуцент на формата и режисьор на първите няколко епизода
- Страх – оригинален формат на Endemol International B.V.
  - Излъчвано по националната телевизия NOVA през 2009 г. (20 епизода – излъчени 10)
  - Изпълнителен продуцент
- Великолепната шесторка – „The Magnificent Six“
  - Излъчвано през 2008 и 2010 година по националната bTV (2 сезона, около 45 епизода)
  - Продуцент и режисьор
- Ясновидци – България и „Ясновидци“ – Румъния („Clarvâzâtorii“) – оригинален формат на „Rdf Rights“
  - Излъчвано по националната bTV 2008 и 2009 г. и румънската телевизия Kanal D
  - Изпълнителен продуцент
- Всичко по 10 – „Power Of Ten“ – оригинален формат на CBS
  - Излъчвано по националната телевизия NOVA през 2008 г. (11 епизода)
  - Продуцент
- Игра за милиони – „Show Me The Money“ – оригинален формат на Endemol International B.V.
  - Излъчвано по ТВ 7 през 2007 г. (78 епизода)
  - Продуцент
- Пълна промяна – „Extreme Makeover“ – оригинален формат на ABC
  - Излъчвано по националната телевизия NOVA през 2007 г. (40 епизода)
  - Изпълнителен продуцент
- Имаш поща – „C'e Posta Per Te“ – оригинален формат на Maria de Filippi, излъчвано по Canale 5 в Италия
  - Излъчвано по националната телевизия NOVA от 2005 – 2008 г. и след това отново през 2012 – 2013 г. (4 сезона, около 170 епизода)
  - Продуцент
- Стар Академи – „Star Academy“ – оригинален формат Endemol International B.V.
  - Излъчвано по националната телевизия NOVA през 2005 г. (около 98 епизода)
  - Изпълнителен продуцент
- Господари на ефира – „Lords of the Air“ – актуално шоу на „Глобал фрейм“ („Striscia La Notizia“ – оригинален формат на Antonio Ricci, излъчвано по Canale 5 в Италия)
  - Излъчвано по националната телевизия NOVA (по-рано продуцирано от „Глобал вижън“ и излъчвано по NOVA 2003 – 2009 г., от септември 2009 до април 2012 г., излъчвано по bTV. От септември 2012 до декември 2018 г. отново по NOVA телевизия)
  - Продуцент
- Алозаложи
  - Излъчвано по БНТ през 2003 година
  - Продуцент
- Руска Рулетка – „Russian Roulette“ – оригинален формат на Sony Pictures Television International
  - Излъчвано по Българска национална телевизия през 2003 – 2004 г. (около 209 епизода)
  - Копродуцент
- Море от любов – „All You Need Is Love“ – оригинален формат Endemol International B.V.
  - Излъчвано по националната телевизия bTV от 2002 до 2012 г. (10 сезона, около 480 епизода)
  - Продуцент
- Фатално привличане
  - Излъчвано по телевизия „М САТ“ през 2002 г. (16 епизода)
  - Продуцент и режисьор
- Сладко отмъщение – „Sweet Revenge“ – скрита камера
  - Излъчвано по националната телевизия bTV от 2000 – 2004 г. и 2006 – 2008 г. (5 сезона, 204 епизода); 6 сезон (4 епизода) излъчван по NOVA през 2020 г., но прекратен поради извънредната ситуация с COVID-19.
  - Продуцент и режисьор; продуцент на 6 сезон
- Точка на пресичане
  - Излъчвано по телевизия „М САТ“ от 1999 г. (3 сезона, около 300 епизода)
  - Продуцент и режисьор

### Реклами
Маги Халваджиян е режисирал над 100 рекламни спота за продукти от козметичната, хранителната и модната индустрия, за редица производители на алкохол, за финансови и инвестиционни институции. Интересно е, че първият рекламен клип на Халваджиян е заснет през 2001 г. с участието на Слави Трифонов, по поръчка на козметичната компания „Рубелла Бюти“. Сред клиентите са мобилните оператори „М Тел“ и „Глобул“, „Уникредит Булбанк“, „Пощенска банка“ и „ДЗИ Банк“, „Societe Generale Express bank“, „Петрол“ АД, „Алианц“ България, верига магазини „2Be“, „Домейн Бойар“, „Каменица“ АД, „Kraft Foods“ – България, „Nikas – България“, верига ресторанти „Happy Bar & Grill“. Клиенти сред козметичните производители са „Рубелла Бюти“ АД и „Арома“ АД. Други клиенти са ПФ „Доверие“, Unicef, Министерство на здравеопазването и др.

### Музикални видеоклипове
Заснел е над 500 музикални видеоклипа на изпълнители от всички жанрове, между които: Слави Трифонов, „Antique“, БТР, „Сигнал“, Кирил Маричков, Азис, „ТЕ“, Милена Славова, Дони и Момчил, Ирра, „Акага“, Стоян Михалев, Ирина Флорин и много други.
Работил е за „WARNER MUSIC“ – Italy като режисьор на клип на групата „Kitchen Funk“ и за EMI и немската група „666“.
През декември 2006 г. Магърдич Халваджиян заснема и клип за холивудската звезда Хилари Дъф. Видеото е част от саундтрака на филма „Бренд Хаузер“, в който Хилари е едно от звездните имена, заедно с Джон Кюсак, Бен Кингсли и Мариса Томей.
През август 2008 г. участва в снимките на новия филм на Долф Лундгрен „Главно представление“ (“Command Performance”). Заради опита си в киноиндустрията Маги Халваджиян е избран да заснеме трите музикални клипа за филма както и една от една от най-впечатляващите сцени, в която по време на впечатляващ концерт, където е и руският президент, нахлуват терористи.